# Thư gửi tín hữu Rôma
Thư gởi các tín hữu tại Rô-ma là một thư tín trong Tân Ước của Cơ-đốc giáo. Sách thường được gọi cách đơn giản là Rô-ma. Đây là một trong bảy bức thư được công nhận là do Sứ đồ Phao-lô viết để giải thích rằng sự cứu chuộc được ban cho thông qua tin mừng của Chúa Giê-su Kitô. Sách thậm chí được liệt kê trong danh sách 4 thư tín được xác nhận bởi Ferdinand Christian Baur thuộc Viện đại học Tübingen, nhà nghiên cứu trong ngành phê bình các sử liệu ở thế kỷ 19. Đây là thư tín dài nhất trong số các thư tín của Phao-lô.

## Lịch sử
Sách Rô-ma có lẽ phát triển từ hai sự kiện. Thứ nhất là việc người Do Thái bị trục xuất ra khỏi La Mã vì những khuấy động của Cơ-đốc nhân vào năm 49 (Công Vụ 18:2). Claudius chết vào năm 54, và người thừa kế là Hoàng đế Nero đã cho phép người Do Thái trở lại. Thư tín này có thể là một phần suy nghĩ của Phao-lô về việc người Do Thái bị trục xuất, rồi quay lại. Người La Mã ngoại quốc bây giờ có lý do để ghét người Do Thái (xem thêm Bài Do Thái) bằng một thần học hợp lý và đơn giản là người Do Thái không còn là tuyển dân của Đức Chúa Trời. Hội thánh Rô-ma phải chấp nhận một Phúc âm dành cho người Do Thái trước rồi mới đến người ngoại quốc" (Rô-ma 1:16).

## Mục đích
Mục đích chính của sách Rô-ma được Phao-lô ghi trong Rô-ma 1:1. Ông trình bày rằng ông được Chúa biệt riêng ra để giảng Phúc âm. Ông mong ước truyền đạt cho những đọc giả tại Roma một món quà khích lệ và sự bảo đảm trọn vẹn mà Đức Chúa Trời đã ban cho họ miễn phí (Rô-ma 1:11-12; 1 Côrintô 2:12).
Những mục đích của Sứ đồ, khi đọc thư này cho Tertius chép (Rô-ma 16:22), được trình bày rõ trong phần thứ hai của chương 15:
1. Phao-lô yêu cầu cầu nguyện cho chuyến đi về Jerusalem sắp đến. Ông hy vọng sự dâng hiến của các hội thánh ngoại quốc sẽ được chấp nhận tại đó.
2. Phao-lô chuẩn bị đến Roma từ Jerusalem và sẽ ở đó một thời gian trước khi đi Tây Ban Nha. Ông hy vọng hội thánh Roma sẽ ủng hộ ông trong công việc truyền giáo tại Tây Ban Nha.
3. Vì Phao-lô chưa bao giờ đến Roma, ông phác họa Phúc âm để những điều ông dạy sẽ không bị nhầm lẫn bởi sự dạy dỗ của các "giáo sư giả".
4. Phao-lô nhận biết có sự xung đột giữa các Cơ-đốc nhân ngoại quốc và Do Thái trong hội thánh Roma. Dầu hội thánh tại Roma được thành lập bởi các Cơ-đốc nhân Do Thái, việc người Do Thái bị trục xuất khỏi Roma vào năm 49 bởi Claudius khiến người các Cơ-đốc nhân ngoại quốc nhận vị trí lãnh đạo.

## Nội dung
Chủ đề chính của bức thư là sự cứu rỗi được ban cho qua Phúc âm của Chúa Giê-xu (1:16-17). Phao-lô lập luận rằng tất cả nhân loại đều phạm tội và phải chịu trách nhiệm trước Đức Chúa Trời về tội lỗi; chỉ có giải pháp duy nhất qua sự chết và sự sống lại của Chúa Giê-xu mà nhân loại có thể nhận được sự tha thứ. Do đó, Đức Chúa Trời vừa là người xét xử vừa là người biện hộ. Để đáp ứng lại hành động cứu rỗi nhân từ, quyền uy và rộng lượng của Đức Chúa Trời, nhân loại có thể được làm cho công bình bởi đức tin. Phao-lô dùng thí dụ của Abraham để minh họa rằng bởi đức tin chứ không bởi việc làm khiến cho nhân loại có thể nhận được sự công chính trước Đức Chúa Trời.

### Sự bảo đảm về sự Cứu Rỗi
Từ chương 5 đến 8, Phao-lô lập luận rằng người tin có thể được bảo đảm về hy vọng nơi sự cứu chuộc, được giải phóng khỏi ách nô lệ của tội lỗi. Phao-lô dạy rằng, qua đức tin (3:28; 4:3), người tin sẽ được hiệp trong Chúa Giê-xu (5:1) và được tự do khỏi tội lỗi (6:1–2, 18). Tín hữu nên vui mừng vì sự cứu chuộc được đảm bảo (12:12).  Lời hứa này dành cho tất cả mọi người, vì mọi người đều phạm tội (3:23), được cứu nhờ Chúa Giê-xu đã trả giá cho mọi người (3:24).
Từ chương 9 đến 11, Phao-lô trình bày sự thành tín của Đức Chúa Trời với Do Thái, và ông nói Đức Chúa Trời đã thành tín với lời hứa của Ngài. Phao-lô hy vọng tất cả người Do Thái sẽ nhận biết chân lý (9:1–5) vì chính ông cũng là người Do Thái (11:1), và ông từng là người bách hại Chúa Giê-xu. Trong Rô-ma chương 9-11, Phao-lô trình bày vì sao quốc gia Do Thái bị từ bỏ và điều kiện để người Do Thái được Chúa chọn trở lại: đó là lúc thân thể của Chúa (là những người đã được Chúa trả nợ tội lỗi) không tiếp tục trung tín  (11:19–22).

### Phúc âm biến đổi người tin
Trong Rô-ma 7:1, Phao-lô nói rằng khi chúng ta sống, nhân loại phải sống dưới luật lệ: "Anh em chẳng biết rằng,..., luật lệ kiểm soát trên một người khi họ còn sống?"  Tuy nhiên, sự chết của Chúa Giê-xu trên thập tự đã khiến người tin chết dưới pháp luật (7:4, "Do đó, anh em của tôi, anh em cũng như người đã chết dưới pháp luật nhờ thân thể Chúa Cứu Thế").
Từ chương 12 đến phần đầu của chương 15, Phao-lô phác họa làm thế nào Phúc âm biến đổi người tin và cách cư xử của họ được thay đổi nhờ sự biến hóa đó. Rồi ông tiếp tục mô tả thế nào người tin sẽ sống: không phải sống dưới luật pháp, nhưng dưới ân điển của Đức Chúa Trời. Nếu người tin sống vâng phục Đức Chúa Trời, sử dụng đúng quyền hạn được giao phó, (12:9–21; 13:1–10) học hỏi Thánh Kinh, (chia sẻ những điều đó với người chưa tin) và yêu mến mọi người, người tin sẽ không cần phạm tội. Như Thánh Phao-lô nói trong (13:10): "yêu thương không làm hại người lân cận mình; nhưng yêu thương làm trọn luật pháp."
Điều quan trọng cần lưu ý là Phao-lô không bảo những người tin rằng yêu thương là tất cả, mà không cần nhận món quà của Chúa Cứu Thế (8:1 "Vì chẳng có sự đoán phạt nào cho những người ở trong Chúa Cứu Thế Giê-xu" và 5:1: "Được xưng công bình bởi đức tin, chúng ta được hòa thuận với Đức Chúa Trời qua Chúa Cứu Thế Giê-xu"). Mọi người vẫn còn sống dưới ách nô lệ của tội lỗi (5:12–17: "vì sự chết đã trải qua trên hết thảy mọi người, vì mọi người đều phạm tội.") và không thể kinh nghiệm tình yêu thương trừ khi qua Chúa Giê-xu.

### Những câu kết luận
Những câu kết gồm bản mô tả kế hoạch du hành và những lời chúc cá nhân của Thánh Phao-lô. Một phần ba trong số 21 người được nêu tên trong những lời chào là phụ nữ, nhiều người đã giữ vai trò quan trọng trong hội thánh đầu tiên tại Rô-ma.

## Nhận định
Theo học giả Dòng Tên Joseph Fitzmyer, sách Rô-ma "khiến cho người đọc choáng ngợp bởi sự cô đọng và sự cao cả, uy nghi của đề tài mà sách này đang bàn đến, tin mừng về sự công chính hóa và sự cứu chuộc cho cả người Do Thái lẫn người Hy Lạp bởi ơn lành của Thiên Chúa thông qua đức tin nơi Chúa Giêsu Kitô, thể hiện tính chính trực và tình yêu thương của Thiên Chúa Cha."
Nhận định về tác phẩm, N.T. Wright, Giám mục giáo phận Durham thuộc Anh giáo, đã viết: 
[Sách Rô-ma] không phải là một nền thần học hệ thống hay là bản tóm lược những công trình của Thánh Phao-lô, nhưng nó được đa số biết là tuyệt tác của ông. Sách Rô-ma làm cho các tác phẩm khác của Thánh Phao-lô trở thành nhỏ bé, nó như đỉnh Alpine sừng sững giữa những ngọn đồi và làng mạc. Không phải tất cả những người xem đều nhìn cùng một góc độ, dưới cùng một ánh sáng; do đó cách họ cảm nhận hoặc minh họa thường không giống nhau.  Không phải tất cả những người leo đều chọn cùng một tuyến đường để trèo lên vách cao vòi vọi, và họ thường bất đồng về phương thức nào là tốt nhất. Tuy nhiên, điều mà không ai nghi ngờ là chúng ta đang đối diện với một công trình đồ sộ, thể hiện một kiến thức phi thường nhưng vẫn trình bày một khải tượng về thần học và tâm linh tuyệt vời."

### Các bản dịch trong Việt ngữ
- Thư gửi tín hữu Rô-ma (Nhóm Phiên dịch CGKPV) - Ủy ban Kinh Thánh, Hội đồng Giám mục Việt Nam
- Thư Rô-ma - Thư Viện Tin Lành.

### Các bản dịch trong Anh ngữ
- "Bible Gateway 35 languages/50 versions" - GospelCom.net
- "Unbound Bible 100 + languages/versions" - Biola University
- "Online Bible" - gospelhall.org
- "Epistle to the Romans" - Early Christian Writings

### Những bài tham khảo
- The "Roman" road Lưu trữ ngày 18 tháng 5 năm 2007 tại Wayback Machine
- A Wesleyan Interpretation of Romans 5-8 - Jerry McCant Lưu trữ ngày 26 tháng 5 năm 2005 tại Wayback Machine
- Epistle to the Romans - Catholic Encyclopedia
- Epistle to the Romans - Biblical Resource Database Lưu trữ ngày 24 tháng 12 năm 2005 tại Wayback Machine